# Chapeau
Chapeau é uma comuna francesa na região administrativa de Auvérnia-Ródano-Alpes, no departamento Allier. Estende-se por uma área de 33 km². Em 2010 a comuna tinha 241 habitantes (densidade: 7,3 hab./km²).